# Trindade (Paraty)
A Vila de Trindade é um bairro localizado no município brasileiro de Paraty, estado do Rio de Janeiro. É formada basicamente por uma vila de pescadores.
O comércio local é exercido pelos caiçaras, nativos da região. É constituído basicamente de artesanato e restaurantes com comidas típicas.[carece de fontes?]
Parte de Trindade pertence ao Parque Nacional da Serra da Bocaina e é preservada pelo ICMBio.[carece de fontes?]

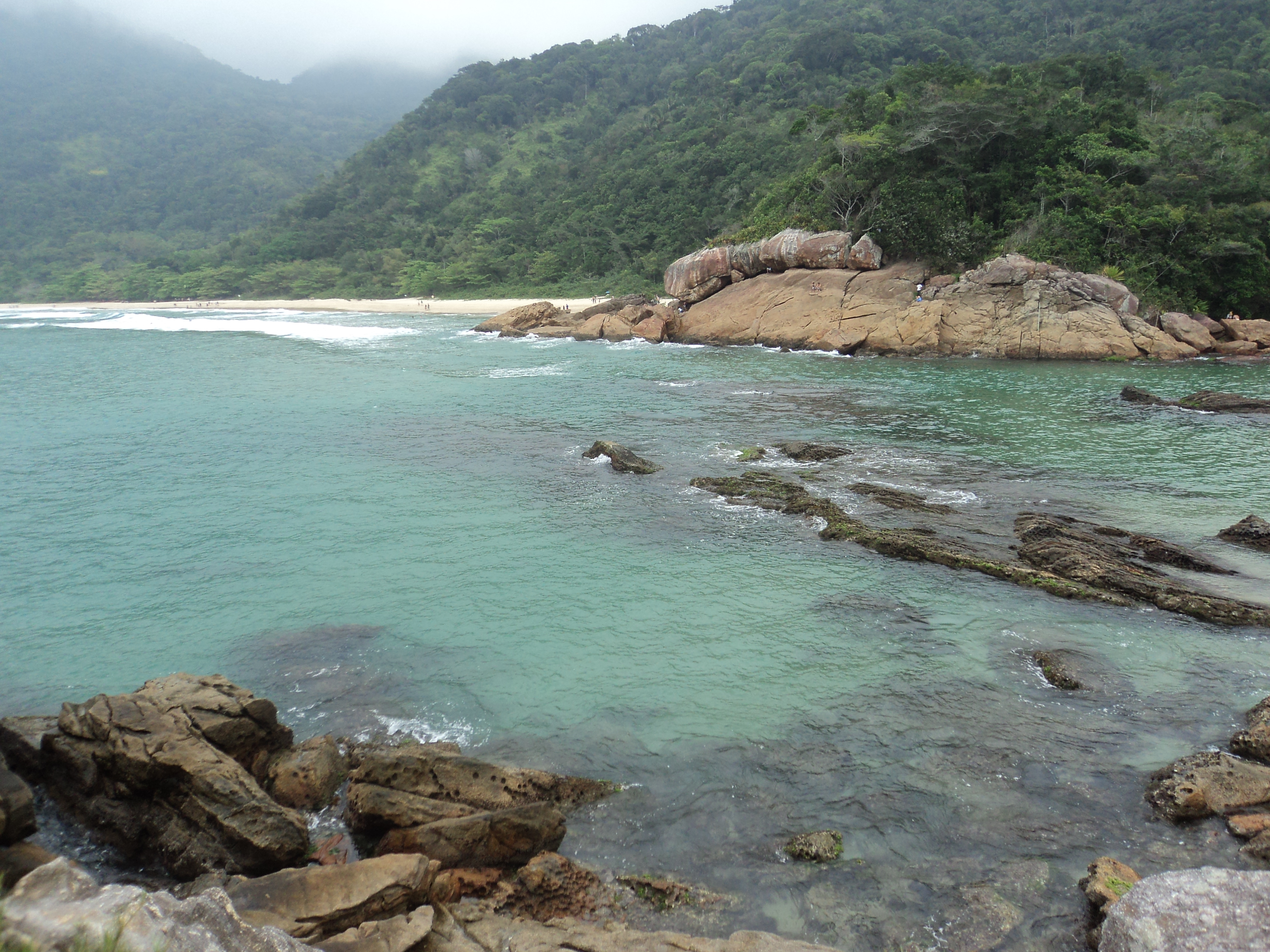
Vila de Trindade, município de Paraty - RJ.

## História
Trindade já foi habitada por indígenas, piratas e portugueses. Na década de 1970, virou abrigo e símbolo de hippies. Na mesma época, a empresa ADELA - Agência de Desarollo de Latino América, multinacional com sede em Luxemburgo, invadiu a vila de pescadores com o objetivo de expulsar os moradores e criar na vila um balneário com vistas ao turismo e um condomínio de luxo.
A empresa era na época a Brascan, hoje a Brookfield Asset Management, que também construiu o luxuoso Condomínio Laranjeiras, a 5 km da Vila de Trindade.
Posteriormente a empresa Cobrasinco fez acordo com os trindadeiros e escriturou suas propriedades na área por eles escolhida e a paz voltou a reinar.
Nos anos 80, aventureiros vinham de toda parte para acampar nas praias paradisíacas. Desde 1990, grande parte da procura por Trindade vem do turismo.

## Turismo
Trindade recebe todos os dias turistas do mundo inteiro que vêm para conhecer sua bela praia.[carece de fontes?]

## Praias
Entre as praias mais importantes em Trindade encontram-se a Praia do Cepilho, onde o mar é propício a prática do surfe, a Praia de Fora, Praia do Rancho, onde os turistas podem se banhar calmamente, praticar mergulho e desfrutar ainda de bares e restaurantes, a Praia do Cachadaço (ou Caixa d'Aço), a Praia dos Pelados (praia de nudismo) acessível apenas por trilha ou barco e a praia do Meio mais utilizada para o turismo. Existe também a Praia Brava, cuja localização é afastada da vila e tem acesso mais difícil. Atualmente a Praia dos Pelados teria desaparecido devido à ação das aguas do mar, deixando no local somente as pedras. Ainda é possivel a prática do nudismo no local, que agora é conhecido como Pedra da Figueira, uma pedra grande achatada onde é possível ficar tomando sol ou dela mergulhar no mar. Aqueles que procuravam o local para o nudismo agora migraram para a Praia Brava, onde a prática passou a ser tolerada. Embora não seja oficializada a prática, passou a ser normal encontrar lá pessoas sem roupa alguma.[carece de fontes?]